# فوجيو ماسوكا
الدكتور فوجيو ماسوكا (باليابانية: 舛岡富士雄) من مواليد عام 1943 في تاكاساكي، هو مخترع ذاكرة الفلاش. التحق بشركة توشيبا في عام 1971. كما أنه عمل على تطوير ذاكرة ساموس (SAMOS) أثناء عمله هناك. كان الدكتور ماسوكا متحمساً في الغالب لفكرة الذاكرة غير الزائلة، وهي الذاكرة التي تستمر في حفظها للمعلومات حتى بعد انقطاع الطاقة عنها، أي بعد انقطاع التيار الكهربائي. وهو يعمل الآن أستاذاً في جامعة توهوكو في سنداي، اليابان.
حصل ماسوكا في عام 1997 على جائزة موريس ليبمان التذكارية من جمعية مهندسي الكهرباء والإلكترونيات.

## اقرأ أيضا
- ذاكرة الفلاش